# Torneo de Copa Femenina de Costa Rica 2022
El Torneo de Copa Femenina de Costa Rica 2022 fue la segunda edición, organizada por la UNNIFUT.

## Sistema de competición
El torneo cuenta con 8 equipos participantes de la Primera División, bajo el formato de dos grupos con cuatro equipos, los dos primeros lugares avanzan a semifinales y los vencedores de la semifinales disputan la final.

## Equipos participantes
| Equipo             | Ciudad        | Estadio           | Aforo  |
| ------------------ | ------------- | ----------------- | ------ |
| L. D. Alajuelense  | Alajuela      | Morera Soto       | 17,895 |
| Deportivo Saprissa | San José      | Ricardo Saprissa  | 23,112 |
| Sporting F. C.     | Pavas         | Ernesto Rohrmoser | 3,500  |
| C. S. Herediano    | Heredia       | Nicolás Masís     | 3,000  |
| Pérez Zeledón      | Coronado      | Municipal Pérez   | 3,180  |
| Dimas Escazú       | Pérez Zeledón | Nicolás Masís     | 3,000  |
| Municipal Pococí   | Pococí        | Ebal Rodríguez    | 3,300  |
| Suva Sports        | Pérez Zeledón | Municipal Pérez   | 3,180  |

## Fase de clasificación

### Grupo A
| Equipo             | Pts. | PJ | PG | PE | PP | GF | GC | DF |
| ------------------ | ---- | -- | -- | -- | -- | -- | -- | -- |
| C. S. Herediano    | 13   | 5  | 4  | 1  | 0  | 12 | 4  | 8  |
| Dimas Escazú       | 9    | 5  | 2  | 3  | 0  | 6  | 4  | 2  |
| Deportivo Saprissa | 3    | 5  | 1  | 0  | 4  | 5  | 10 | -5 |
| Municipal Pococí   | 2    | 5  | 0  | 2  | 3  | 7  | 12 | -5 |

### Grupo B
| Equipo            | Pts. | PJ | PG | PE | PP | GF | GC | DF |
| ----------------- | ---- | -- | -- | -- | -- | -- | -- | -- |
| Sporting F. C.    | 13   | 6  | 4  | 1  | 1  | 12 | 4  | 8  |
| L. D. Alajuelense | 13   | 6  | 4  | 1  | 1  | 18 | 6  | 12 |
| Suva Sports       | 6    | 5  | 2  | 0  | 3  | 4  | 9  | -5 |
| Pérez Zeledón     | 3    | 5  | 1  | 0  | 4  | 5  | 10 | -5 |

- Fuente: Página oficial de UNIFFUT en Facebook

## Fase final
- Los horarios corresponden al tiempo de Costa Rica (UTC-6).

### Semifinales

#### L. D. Alajuelense vs. C. S. Herediano
| 26 de junio | L. D. Alajuelense | 1:2     | C. S. Herediano                 | Centro de alto rendimiento, Turrúcares |  |
| 10:00       | Rodríguez         | Reporte | Alexa Herrera · Yeslim Alvarado |                                        |  |

| 2 de julio | C. S. Herediano   | 2:0 (Global 4:1) | L. D. Alajuelense | Estadio José Joaquín "Colleya" Fonseca, Guadalupe |  |
| 19:00      | Elizondo · Obando | Reporte          |                   |                                                   |  |

#### Dimas Escazú vs. Sporting F. C.
| 26 de junio | Dimas Escazú | 0:0     | Sporting F. C. | Estadio Jorge Hernán "Cuty" Monge, Desamparados |  |
| 14:00       |              | Reporte |                |                                                 |  |

| 2 de julio | Sporting F. C.   | 1:0 (Global 1:0) | Dimas Escazú | Estadio Ernesto Rohrmoser, Pavas |  |
| 19:00      | Katherine Arroyo | Reporte          |              |                                  |  |

### Final

#### C. S. Herediano vs. Sporting F. C.
| 9 de julio | C. S. Herediano | 0:3     | Sporting F. C.                       | Estadio José Joaquín "Colleya" Fonseca, Guadalupe |  |
| 20:00      |                 | Reporte | Arroyo 13' · Mesén 90' · Fonseca 90' |                                                   |  |

| 16 de julio | Sporting F. C.     | 3:3 (Global 6:3) | C. S. Herediano                 | Estadio Ernesto Rohrmoser, Guadalupe |  |
| 15:00       | Arroyo 19' 28' 87' | Reporte          | Vallejos 21' 90+4' · Campos 34' |                                      |  |

### Plantilla del Campeón
- Julieth Arias, Steysi Arias, Yoselin Fonseca, Raquel Chacón, Yesmi Rodríguez, Daniela Mesén, Fernanda Chavarría, Nicole De Obaldía, Valeria Hernández, Kimberly Lázaro, Jimena González, Katherine Arroyo, Camila García
- DT: Edgar Rodríguez

| Campeón Sporting F. C. |
| 1.er título            |